# Solenobia desertella
Solenobia desertella är en fjärilsart som beskrevs av Hans Rebel 1919. Solenobia desertella ingår i släktet Solenobia och familjen säckspinnare. Inga underarter finns listade i Catalogue of Life.